# Protomicroplitis calliptera
Protomicroplitis calliptera är en stekelart som först beskrevs av Thomas Say 1836.  Protomicroplitis calliptera ingår i släktet Protomicroplitis och familjen bracksteklar. Inga underarter finns listade i Catalogue of Life.